# Nipper's Harbour
Nipper's Harbour is een gemeente (town) in de Canadese provincie Newfoundland en Labrador. De gemeente ligt aan de oevers van Notre Dame Bay in het oosten van het schiereiland Baie Verte, aan de Atlantische noordkust van het eiland Newfoundland.

## Geschiedenis
In 1964 werd het dorp een gemeente met de status van local government community (LGC). In 1980 werden LGC's op basis van The Municipalities Act als bestuursvorm afgeschaft. De gemeente werd daarop automatisch een community om een aantal jaren later uiteindelijk een town te worden.

### Mogelijke hervestiging
In het kader van de hervestigingspolitiek in de provincie werd er in 2013 een stemming gehouden om het dorp al dan niet in zijn volledigheid te "hervestigen". Het dorp telde toen al meer leegstaande dan bewoonde huizen, is sterk vergrijsd en de gemeenteschool had in 2010 z'n deuren definitief gesloten. De dichtstbij gelegen winkel ligt op 45 minuten tot een uur rijden, naargelang de staat van de niet-geasfalteerde weg die naar het dorp leidt. Mede daardoor stemden maar liefst 98% van de stemgerechtigden ermee in om het dorp definitief te verlaten in ruil voor een financiële compensatie. Het provinciebestuur begon daarop een onderzoek, maar besloot in 2015 dat de verhuis duurder zou uitkomen dan moesten ze de bevolking ter plekke laten. De vraag tot hervestiging werd daarop verworpen.

## Demografie
Demografisch gezien is Nipper's Harbour, net zoals de meeste kleine dorpen op Newfoundland, aan het krimpen. Tussen 1991 en 2021 daalde de bevolkingsomvang van 243 naar 74. Dat komt neer op een daling van 169 inwoners (-69,5%) in dertig jaar tijd.
| Jaar | Aantal inwoners | Verschil |
| ---- | --------------- | -------- |
| 1991 | 243             | –        |
| 1996 | 226             | -7,0%    |
| 2001 | 189             | -16,4%   |
| 2006 | 151             | -20,1%   |
| 2011 | 128             | -15,2%   |
| 2016 | 85              | -33,6%   |
| 2021 | 74              | -12,9%   |